# جو فيتزغيبون
جو فيتزغيبون هو سياسي أمريكي، ولد في 27 أغسطس 1986 في كيركلاند في الولايات المتحدة. نشط حزبياً في الحزب الديمقراطي. وقد انتخب عضو مجلس نواب واشنطن ‏.

## وصلات خارجية
- الموقع الرسمي